# Ikabarú (Venezuela)
Pour les articles homonymes, voir Ikabaru.
Ikabarú est la capitale de la paroisse civile d'Ikabarú de la municipalité de Gran Sabana de l'État de Bolívar au Venezuela. Elle est située sur le río Icabarú.